# Česko na Letních olympijských hrách 2020
Česko na Letních olympijských hrách 2020, pořádaných roku 2021 v Tokiu, reprezentovali sportovci, kteří splnili kvalifikační kritéria, nebo získali pozvání od Mezinárodního olympijského výboru či příslušných sportovních federací. V Tokiu závodilo 115 českých sportovců.
Pro Česko to byly v medailovém zisku nejúspěšnější olympijské hry. Čeští sportovci překonali o jednu stříbrnou medaili dosavadní rekord z olympiád v letech 1996 a 2012.

## Medailisté
| Medaile | Jméno sportovce                       | Sport                     | Disciplína       | Datum dosažení |
| ------- | ------------------------------------- | ------------------------- | ---------------- | -------------- |
| Zlato   | Jiří Lipták                           | Sportovní střelba         | Muži trap        | 29. července   |
| Zlato   | Jiří Prskavec                         | Kanoistika (vodní slalom) | Muži K1          | 30. července   |
| Zlato   | Lukáš Krpálek                         | Judo                      | Muži těžká váha  | 30. července   |
| Zlato   | Barbora Krejčíková Kateřina Siniaková | Tenis                     | Ženy čtyřhra     | 1. srpna       |
| Stříbro | Lukáš Rohan                           | Kanoistika (vodní slalom) | Muži C1          | 26. července   |
| Stříbro | David Kostelecký                      | Sportovní střelba         | Muži trap        | 29. července   |
| Stříbro | Markéta Vondroušová                   | Tenis                     | Ženy dvouhra     | 31. července   |
| Stříbro | Jakub Vadlejch                        | Atletika                  | Muži hod oštěpem | 7. srpna       |
| Bronz   | Alexander Choupenitch                 | Šerm                      | Muži fleret      | 26. července   |
| Bronz   | Josef Dostál Radek Šlouf              | Kanoistika (rychlostní)   | Muži K2 1000m    | 5. srpna       |
| Bronz   | Vítězslav Veselý                      | Atletika                  | Muži hod oštěpem | 7. srpna       |

## Seznam všech zúčastněných sportovců
| Jméno                   | Pohlaví | Věk    | Sport                              | Na olympic.cz |
| ----------------------- | ------- | ------ | ---------------------------------- | ------------- |
| Markéta Červenková      | Žena    | 29 let | Atletika                           | Zde           |
| Michal Desenský         | Muž     | 28 let | Atletika                           | Zde           |
| Tereza Ďurdiaková       | Žena    | 30 let | Atletika                           | Zde           |
| Lukáš Gdula             | Muž     | 29 let | Atletika                           | Zde           |
| Irena Gillarová         | Žena    | 29 let | Atletika                           | Zde           |
| Adam Sebastian Helcelet | Muž     | 29 let | Atletika                           | Zde           |
| Vít Hlaváč              | Muž     | 24 let | Atletika                           | Zde           |
| Tereza Hrochová         | Žena    | 25 let | Atletika                           | Zde           |
| Jan Jirka               | Muž     | 27 let | Atletika                           | Zde           |
| Marcela Joglová         | Žena    | 23 let | Atletika                           | Zde           |
| Matěj Krsek             | Muž     | 21 let | Atletika                           | Zde           |
| Kristiina Mäki          | Žena    | 29 let | Atletika                           | Zde           |
| Romana Maláčová         | Žena    | 34 let | Atletika                           | Zde           |
| Barbora Malíková        | Žena    | 19 let | Atletika                           | Zde           |
| Pavel Maslák            | Muž     | 30 let | Atletika                           | Zde           |
| Diana Mezuliáníková     | Žena    | 29 let | Atletika                           | Zde           |
| Vít Müller              | Muž     | 24 let | Atletika                           | Zde           |
| Nikola Ogrodníková      | Žena    | 30 let | Atletika                           | Zde           |
| Tomáš Staněk            | Muž     | 30 let | Atletika                           | Zde           |
| Jiří Sýkora             | Muž     | 26 let | Atletika                           | Zde           |
| Patrik Šorm             | Muž     | 27 let | Atletika                           | Zde           |
| Barbora Špotáková       | Žena    | 40 let | Atletika                           | Zde           |
| Jan Tesař               | Muž     | 31 let | Atletika                           | Zde           |
| Jakub Vadlejch          | Muž     | 30 let | Atletika                           | Zde           |
| Vítězslav Veselý        | Muž     | 38 let | Atletika                           | Zde           |
| Lada Vondrová           | Žena    | 21 let | Atletika                           | Zde           |
| Eva Vrabcová Nývltová   | Žena    | 35 let | Atletika                           | Zde           |
| Simona Vrzalová         | Žena    | 33 let | Atletika                           | Zde           |
| Patrik Auda             | Muž     | 31 let | Basketbal                          | Zde           |
| Ondřej Balvín           | Muž     | 28 let | Basketbal                          | Zde           |
| Jaromír Bohačík         | Muž     | 29 let | Basketbal                          | Zde           |
| Patrick Samoura         | Muž     | 20 let | Basketbal                          | Zde           |
| Lukáš Palyza            | Muž     | 31 let | Basketbal                          | Zde           |
| Martin Peterka          | Muž     | 26 let | Basketbal                          | Zde           |
| Tomáš Satoranský        | Muž     | 29 let | Basketbal                          | Zde           |
| Ondřej Sehnal           | Muž     | 23 let | Basketbal                          | Zde           |
| Blake Schilb            | Muž     | 37 let | Basketbal                          | Zde           |
| Jakub Šiřina            | Muž     | 33 let | Basketbal                          | Zde           |
| Jan Veselý              | Muž     | 31 let | Basketbal                          | Zde           |
| Tomáš Vyoral            | Muž     | 28 let | Basketbal                          | Zde           |
| Tomáš Bábek             | Muž     | 34 let | Cyklistika (dráhová)               | Zde           |
| Ondřej Cink             | Muž     | 30 let | Cyklistika (horská kola)           | Zde           |
| Jitka Čábelická         | Žena    | 31 let | Cyklistika (horská kola)           | Zde           |
| Michael Kukrle          | Muž     | 26 let | Cyklistika (silniční)              | Zde           |
| Tereza Neumanová        | Žena    | 23 let | Cyklistika (silniční)              | Zde           |
| Michal Schlegel #       | Muž     | 26 let | Cyklistika (silniční)              | Zde           |
| Zdeněk Štybar           | Muž     | 35 let | Cyklistika (silniční)              | Zde           |
| Ondřej Lieser           | Muž     | 29 let | Golf                               | Zde           |
| Klára Spilková          | Žena    | 26 let | Golf                               | Zde           |
| Karel Lavický           | Muž     | 35 let | Jachting                           | Zde           |
| Anna Kellnerová         | Žena    | 24 let | Jezdectví (skoky)                  | Zde           |
| Aleš Opatrný            | Muž     | 39 let | Jezdectví (skoky)                  | Zde           |
| Kamil Papoušek          | Muž     | 44 let | Jezdectví (skoky)                  | Zde           |
| Ondřej Zvára            | Muž     | 37 let | Jezdectví (skoky)                  | Zde           |
| Miloslav Příhoda        | Muž     | 31 let | Jezdectví (všestrannost)           | Zde           |
| Miroslav Trunda         | Muž     | 36 let | Jezdectví (všestrannost)           | Zde           |
| David Klammert          | Muž     | 27 let | Judo                               | Zde           |
| Lukáš Krpálek           | Muž     | 30 let | Judo                               | Zde           |
| Josef Dostál            | Muž     | 28 let | Kanoistika (rychlostní)            | Zde           |
| Martin Fuksa            | Muž     | 28 let | Kanoistika (rychlostní)            | Zde           |
| Petr Fuksa              | Muž     | 22 let | Kanoistika (rychlostní)            | Zde           |
| Radek Šlouf             | Muž     | 26 let | Kanoistika (rychlostní)            | Zde           |
| Tereza Fišerová         | Žena    | 23 let | Kanoistika (slalom na divoké vodě) | Zde           |
| Jiří Prskavec           | Muž     | 28 let | Kanoistika (slalom na divoké vodě) | Zde           |
| Kateřina Kudějová       | Žena    | 31 let | Kanoistika (slalom na divoké vodě) | Zde           |
| Lukáš Rohan             | Muž     | 26 let | Kanoistika (slalom na divoké vodě) | Zde           |
| Marie Horáčková         | Žena    | 23 let | Lukostřelba                        | Zde           |
| Jan Kuf                 | Muž     | 30 let | Moderní pětiboj                    | Zde           |
| Martin Vlach            | Muž     | 24 let | Moderní pětiboj                    | Zde           |
| Anika Apostalon         | Žena    | 26 let | Plavání                            | Zde           |
| Jan Čejka               | Muž     | 20 let | Plavání                            | Zde           |
| Kristýna Horská         | Žena    | 23 let | Plavání                            | Zde           |
| Barbora Janíčková       | Žena    | 21 let | Plavání                            | Zde           |
| Matěj Kozubek           | Muž     | 25 let | Plavání                            | Zde           |
| Simona Kubová           | Žena    | 29 let | Plavání                            | Zde           |
| Jan Micka               | Muž     | 26 let | Plavání                            | Zde           |
| Barbora Seemanová       | Žena    | 21 let | Plavání                            | Zde           |
| Jan Šefl                | Muž     | 31 let | Plavání                            | Zde           |
| Adam Ondra              | Muž     | 28 let | Sportovní lezení                   | Zde           |
| David Jessen            | Muž     | 24 let | Sportovní gymnastika               | Zde           |
| Aneta Holasová          | Žena    | 20 let | Sportovní gymnastika               | Zde           |
| David Hrčkulák          | Muž     | 29 let | Sportovní střelba                  | Zde           |
| David Kostelecký        | Muž     | 46 let | Sportovní střelba                  | Zde           |
| Jiří Lipták             | Muž     | 39 let | Sportovní střelba                  | Zde           |
| Petr Nymburský          | Muž     | 26 let | Sportovní střelba                  | Zde           |
| Jiří Přívratský         | Muž     | 20 let | Sportovní střelba                  | Zde           |
| Nikola Šarounová        | Žena    | 26 let | Sportovní střelba                  | Zde           |
| Barbora Šumová          | Žena    | 26 let | Sportovní střelba                  | Zde           |
| Jakub Tomeček           | Muž     | 30 let | Sportovní střelba                  | Zde           |
| Lubomír Jančařík        | Muž     | 33 let | Stolní tenis                       | Zde           |
| Hana Matelová           | Žena    | 31 let | Stolní tenis                       | Zde           |
| Pavel Širuček #         | Muž     | 28 let | Stolní tenis                       | Zde           |
| Alexander Choupenitch   | Muž     | 27 let | Šerm (fleret)                      | Zde           |
| Jakub Jurka             | Muž     | 22 let | Šerm (kord)                        | Zde           |
| Tomáš Macháč            | Muž     | 20 let | Tenis                              | Zde           |
| Barbora Krejčíková      | Žena    | 25 let | Tenis                              | Zde           |
| Petra Kvitová           | Žena    | 31 let | Tenis                              | Zde           |
| Karolína Plíšková       | Žena    | 29 let | Tenis                              | Zde           |
| Kateřina Siniaková      | Žena    | 25 let | Tenis                              | Zde           |
| Markéta Vondroušová     | Žena    | 22 let | Tenis                              | Zde           |
| Vendula Frintová        | Žena    | 37 let | Triatlon                           | Zde           |
| Petra Kuříková          | Žena    | 29 let | Triatlon                           | Zde           |
| Lenka Antošová          | Žena    | 29 let | Veslování                          | Zde           |
| Jan Cincibuch           | Muž     | 23 let | Veslování                          | Zde           |
| Jan Fleissner           | Muž     | 23 let | Veslování                          | Zde           |
| Kristýna Fleissnerová   | Žena    | 28 let | Veslování                          | Zde           |
| Jakub Podrazil          | Muž     | 29 let | Veslování                          | Zde           |
| Jiří Šimánek            | Muž     | 25 let | Veslování                          | Zde           |
| Miroslav Vraštil ml.    | Muž     | 37 let | Veslování                          | Zde           |
| Barbora Hermannová #    | Žena    | 30 let | Volejbal (plážový)                 | Zde           |
| Markéta Nausch #        | Žena    | 33 let | Volejbal (plážový)                 | Zde           |
| Ondřej Perušič          | Muž     | 26 let | Volejbal (plážový)                 | Zde           |
| David Schweiner         | Muž     | 27 let | Volejbal (plážový)                 | Zde           |
| Jiří Orság              | Muž     | 32 let | Vzpírání                           | Zde           |
| Artur Omarov            | Muž     | 32 let | Zápas                              | Zde           |

Pozn.: # neúčast na Hrách kvůli pozitivnímu testu na covid-19

## Počet soutěžících v jednotlivých sportech
| Sport             | Druh sportu  | Muži | Ženy | Celkem |
| ----------------- | ------------ | ---- | ---- | ------ |
| Atletika          | -            | 14   | 14   | 28     |
| Basketbal         | -            | 12   | 0    | 12     |
| Cyklistika        | dráhová      | 1    | 0    | 7      |
| Cyklistika        | horská kola  | 1    | 1    | 7      |
| Cyklistika        | silniční     | 3    | 1    | 7      |
| Golf              | -            | 1    | 1    | 2      |
| Gymnastika        | sportovní    | 1    | 1    | 2      |
| Jachting          | -            | 1    | 0    | 1      |
| Jezdectví         | skoky        | 3    | 1    | 6      |
| Jezdectví         | všestrannost | 2    | 0    | 6      |
| Judo              | -            | 2    | 0    | 2      |
| Kanoistika        | rychlostní   | 4    | 0    | 8      |
| Kanoistika        | vodní slalom | 2    | 2    | 8      |
| Lukostřelba       | -            | 0    | 1    | 1      |
| Moderní pětiboj   | -            | 2    | 0    | 2      |
| Plavání           | bazénové     | 3    | 5    | 9      |
| Plavání           | dálkové      | 1    | 0    | 9      |
| Sportovní lezení  | kombinace    | 1    | 0    | 1      |
| Sportovní střelba | -            | 6    | 2    | 8      |
| Stolní tenis      | -            | 2    | 1    | 3      |
| Šerm              | -            | 2    | 0    | 2      |
| Tenis             | -            | 1    | 5    | 6      |
| Triatlon          | -            | 0    | 2    | 2      |
| Veslování         | -            | 5    | 2    | 7      |
| Volejbal          | plážový      | 2    | 2    | 4      |
| Vzpírání          | -            | 1    | 0    | 1      |
| Zápas             | -            | 1    | 0    | 1      |
| Celkem            | Celkem       | 74   | 41   | 115    |

## Atletika

### Muži

#### Běžecké a chodecké disciplíny
| Sportovec                                           | Disciplína     | Rozběh    | Rozběh    | Semifinále  | Semifinále  | Finále       | Finále       |
| Sportovec                                           | Disciplína     | Čas       | Pořadí    | Čas         | Pořadí      | Čas          | Pořadí       |
| --------------------------------------------------- | -------------- | --------- | --------- | ----------- | ----------- | ------------ | ------------ |
| Jan Jirka                                           | 200 m          | DQ        | –         | nepostoupil | nepostoupil | nepostoupil  | nepostoupil  |
| Pavel Maslák                                        | 400 m          | 47.01     | 40        | nepostoupil | nepostoupil | nepostoupil  | nepostoupil  |
| Vít Müller                                          | 400 m překážek | 49.59     | 5 q       | 49.69       | 22          | nepostoupil  | nepostoupil  |
| Michal Desenský Pavel Maslák Patrik Šorm Vít Müller | 4×400 m        | nekoná se | nekoná se | 3:03.61     | 15          | nepostoupili | nepostoupili |
| Lukáš Gdula                                         | 50 km chůze    | nekoná se | nekoná se | nekoná se   | nekoná se   | 4:15:40      | 43           |
| Vít Hlaváč                                          | 50 km chůze    | nekoná se | nekoná se | nekoná se   | nekoná se   | 4:33:06      | 46           |

#### Hody, vrhy, skoky
| Sportovec        | Disciplína  | Kvalifikace | Kvalifikace | Finále      | Finále                      |
| Sportovec        | Disciplína  | Výkon       | Pořadí      | Výkon       | Pořadí                      |
| ---------------- | ----------- | ----------- | ----------- | ----------- | --------------------------- |
| Tomáš Staněk     | vrh koulí   | 20.47       | 17.         | nepostoupil | nepostoupil                 |
| Jakub Vadlejch   | hod oštěpem | 84.93       | 4. Q        | 86.67       | Stříbrná olympijská medaile |
| Vítězslav Veselý | hod oštěpem | 83.04       | 8. Q        | 85.44       | Bronzová olympijská medaile |

#### Víceboje (desetiboj)
| Sportovec               | Disciplína | 100 m   | dálka  | koule   | výška  | 400 m   | 110 m př. | disk    | tyč    | oštěp   | 1500 m  | Celkem    | Pořadí |
| ----------------------- | ---------- | ------- | ------ | ------- | ------ | ------- | --------- | ------- | ------ | ------- | ------- | --------- | ------ |
| Adam Sebastian Helcelet | desetiboj  | 11,06 s | 7,16 m | 14,99 m | 1,96 m | 49,41 s | 14,35 s   | 45,40 m | 4,60 m | 61,54 m | 4:44,74 | 8004 bodů | 16.    |
| Jiří Sýkora             | desetiboj  | 11,18 s | 7,03 m | 14,63 s | 1,90 m | 48,89 s | 14,48 s   | 49,90 m | 4,60 m | 63,73 m | 4:54,97 | 7943 bodů | 17.    |

NM = žádný platný pokus, DNF = nedokončil

### Ženy

#### Běžecké a chodecké disciplíny
| Sportovec             | Disciplína  | Rozběh    | Rozběh    | Semifinále   | Semifinále   | Finále       | Finále       |
| Sportovec             | Disciplína  | Čas       | Pořadí    | Čas          | Pořadí       | Čas          | Pořadí       |
| --------------------- | ----------- | --------- | --------- | ------------ | ------------ | ------------ | ------------ |
| Barbora Malíková      | 400 m       | 52,83     | 34        | nepostoupila | nepostoupila | nepostoupila | nepostoupila |
| Lada Vondrová         | 400 m       | 51,14     | 12 Q      | 51,62        | 23           | nepostoupila | nepostoupila |
| Kristiina Mäki        | 1500 m      | 4:04,55   | 13 Q      | 4:01,23      | 9 Q          | 4:11,76      | 13           |
| Diana Mezuliáníková   | 1500 m      | 4:05,49   | 22 Q      | 4:03,70      | 17           | nepostoupila | nepostoupila |
| Simona Vrzalová       | 1500 m      | 4:19,46   | 41        | nepostoupila | nepostoupila | nepostoupila | nepostoupila |
| Tereza Ďurdiaková     | 20 km chůze | nekoná se | nekoná se | nekoná se    | nekoná se    | 1:36:58      | 30           |
| Tereza Hrochová       | maraton     | nekoná se | nekoná se | nekoná se    | nekoná se    | 2:42:25      | 58           |
| Marcela Joglová       | maraton     | nekoná se | nekoná se | nekoná se    | nekoná se    | 2:39:29      | 52           |
| Eva Vrabcová Nývltová | maraton     | nekoná se | nekoná se | nekoná se    | nekoná se    | DNF          |              |

#### Hody, vrhy, skoky
| Atlet              | Sport       | Kvalifikace | Kvalifikace | Finále       | Finále       |
| Atlet              | Sport       | Výkon       | Pořadí      | Výkon        | Pořadí       |
| ------------------ | ----------- | ----------- | ----------- | ------------ | ------------ |
| Markéta Červenková | vrh koulí   | 11,33       | 24          | nepostoupila | nepostoupila |
| Irena Gillarová    | hod oštěpem | 59,16       | 19          | nepostoupila | nepostoupila |
| Nikola Ogrodníková | hod oštěpem | 60,03       | 16          | nepostoupila | nepostoupila |
| Barbora Špotáková  | hod oštěpem | 60,52       | 14          | nepostoupila | nepostoupila |
| Romana Maláčová    | skok o tyči | 4,40        | 23          | nepostoupila | nepostoupila |

## Basketbal

#### Muži
Tým České republiky se na olympiádu kvalifikoval z basketbalové kvalifikace v kanadské Victorii, kde v základní skupině prohráli s Tureckem a porazili Uruguay a v následném play-off porazili nejprve favorizovanou Kanadu 103:101 v prodloužení, když jim výhru zajistil kapitán Tomáš Satoranský 16 vteřin před koncem prodloužení.  Ve finále porazili Řecko 97:72. 

Čeští basketbalisté v úvodním zápase OH s Íránem; Česko zvítězilo 84 – 78

Česká republika skončila po vítězství nad Íránem a porážkách od Francie a USA na olympijském turnaji na konečném 9. místě.

##### Základní skupina
| Poř. | Tým     | Z | V | P | VB  | OB  | +/- | B | Výsledek    |
| ---- | ------- | - | - | - | --- | --- | --- | - | ----------- |
| 1.   | Francie | 3 | 3 | 0 | 259 | 215 | +44 | 6 | čtvrtfinále |
| 2.   | USA     | 3 | 2 | 1 | 315 | 233 | +82 | 5 | čtvrtfinále |
| 3.   | Česko   | 3 | 1 | 2 | 245 | 294 | -49 | 4 |             |
| 4.   | Írán    | 3 | 0 | 3 | 206 | 283 | -77 | 3 |             |

Pravidla pro určení pořadí: 1) body 2) vzájemný zápas 3) bodový rozdíl ze vzájemného zápasu 4) body ze vzájemného zápasu.
Ze třetího místa postupují dva nejlepší týmy z tří skupin.
| 25. července 2021 3:00 | Boxscore | Írán                                            | 78 – 84 | Česko                |  | Saitama Super Arena, Saitama Rozhodčí: Matthew Kallio Scott Beker Yener Yılmaz |
| 25. července 2021 3:00 | Boxscore | Skóre po čtvrtinách: 19–25, 11–21, 16–21, 32–17 |         |                      |  | Saitama Super Arena, Saitama Rozhodčí: Matthew Kallio Scott Beker Yener Yılmaz |
| 25. července 2021 3:00 | Boxscore | Jamshidi 16                                     | Body    | Auda 16              |  | Saitama Super Arena, Saitama Rozhodčí: Matthew Kallio Scott Beker Yener Yılmaz |
| 25. července 2021 3:00 | Boxscore | Haddadi 10                                      | Dosk.   | Balvín, Satoranský 8 |  | Saitama Super Arena, Saitama Rozhodčí: Matthew Kallio Scott Beker Yener Yılmaz |
| 25. července 2021 3:00 | Boxscore | Jamshidi 7                                      | Asist.  | Satoranský 8         |  | Saitama Super Arena, Saitama Rozhodčí: Matthew Kallio Scott Beker Yener Yılmaz |

| 28. července 2021 14:00 | Boxscore | Česko                                           | 77 – 97 | Francie     |  | Saitama Super Arena, Saitama Rozhodčí: Juan Fernández Manuel Mazzoni Leandro Lezcano |
| 28. července 2021 14:00 | Boxscore | Skóre po čtvrtinách: 28–22, 12–29, 16–26, 21–20 |         |             |  | Saitama Super Arena, Saitama Rozhodčí: Juan Fernández Manuel Mazzoni Leandro Lezcano |
| 28. července 2021 14:00 | Boxscore | Veselý 19                                       | Body    | Fournier 21 |  | Saitama Super Arena, Saitama Rozhodčí: Juan Fernández Manuel Mazzoni Leandro Lezcano |
| 28. července 2021 14:00 | Boxscore | Balvín 8                                        | Dosk.   | Gobert 10   |  | Saitama Super Arena, Saitama Rozhodčí: Juan Fernández Manuel Mazzoni Leandro Lezcano |
| 28. července 2021 14:00 | Boxscore | Satoranský 10                                   | Asist.  | de Colo 8   |  | Saitama Super Arena, Saitama Rozhodčí: Juan Fernández Manuel Mazzoni Leandro Lezcano |

| 31. července 2021 14:00 | Boxscore | USA                                             | 119 – 84 | Česko        |  | Saitama Super Arena, Saitama Rozhodčí: Aleksandar Glisic Manuel Mazzoni Maripier Malo Andreas Papdopoulos |
| 31. července 2021 14:00 | Boxscore | Skóre po čtvrtinách: 18–25, 29–18, 35–17, 37–24 |          |              |  | Saitama Super Arena, Saitama Rozhodčí: Aleksandar Glisic Manuel Mazzoni Maripier Malo Andreas Papdopoulos |
| 31. července 2021 14:00 | Boxscore | Tatum 25                                        | Body     | Schilb 17    |  | Saitama Super Arena, Saitama Rozhodčí: Aleksandar Glisic Manuel Mazzoni Maripier Malo Andreas Papdopoulos |
| 31. července 2021 14:00 | Boxscore | Durant 8                                        | Dosk.    | Satoranský 6 |  | Saitama Super Arena, Saitama Rozhodčí: Aleksandar Glisic Manuel Mazzoni Maripier Malo Andreas Papdopoulos |
| 31. července 2021 14:00 | Boxscore | Durant 6                                        | Asist.   | Satoranský 8 |  | Saitama Super Arena, Saitama Rozhodčí: Aleksandar Glisic Manuel Mazzoni Maripier Malo Andreas Papdopoulos |

## Cyklistika

### Dráhová cyklistika
Česká republika získala jedno účastnické místo ve sprintu a jedno v keirinu na základě umístění jezdce v žebříčku UCI pro olympijské hry po skončení MS v dráhové cyklistice v březnu 2020. 
Sprint
| Sportovec   | Disciplína  | Kvalifikace | Kvalifikace | 1. kolo     | 1. opravy   | 2. kolo     | 2. opravy   | Čtvrtfinále | Semifinále  | Finále      | Finále      |
| Sportovec   | Disciplína  | Čas         | Pořadí      | Soupeř Čas  | Soupeř Čas  | Soupeř Čas  | Soupeř Čas  | Soupeř Čas  | Soupeř Čas  | Soupeř Čas  | Pořadí      |
| ----------- | ----------- | ----------- | ----------- | ----------- | ----------- | ----------- | ----------- | ----------- | ----------- | ----------- | ----------- |
| Tomáš Bábek | sprint mužů | 9,856       | 28.         | nepostoupil | nepostoupil | nepostoupil | nepostoupil | nepostoupil | nepostoupil | nepostoupil | nepostoupil |

Keirin
| Sportovec   | Disciplína  | 1. kolo | Opravy | 2. kolo     | Finále      |
| Sportovec   | Disciplína  | Pořadí  | Pořadí | Pořadí      | Pořadí      |
| ----------- | ----------- | ------- | ------ | ----------- | ----------- |
| Tomáš Bábek | keirin mužů | 4. Op   | 4.     | nepostoupil | nepostoupil |

Op = postup do oprav

### Horská kola
Česká republika získala jedno účastnické místo pro muže a jedno pro ženy na základě umístění v žebříčku UCI pro závody horských kol na olympijských hrách. 
Muži
| Sportovec   | Discplína  | Čas        | Pořadí     |
| ----------- | ---------- | ---------- | ---------- |
| Ondřej Cink | závod mužů | nedokončil | nedokončil |

Ženy
| Sportovec       | Discplína | Čas     | Pořadí |
| --------------- | --------- | ------- | ------ |
| Jitka Čábelická | závod žen | 1:25:00 | 22.    |

### Silniční cyklistika
Česká republika získala 3 místa v silničním závodě mužů, jedno místo v časovce mužů a jedno místo v silničním závodě žen na základě umístění jezdců mezi 50 nejlepšími muži a mezi 100 nejlepšími ženami v UCI World Ranking. 
Muži
| Sportovec         | Disciplína              | Čas         | Pořadí      |
| ----------------- | ----------------------- | ----------- | ----------- |
| Michael Kukrle    | individuální závod mužů | 6:15:38     | 36.         |
| Michael Kukrle    | časovka mužů            | 1:00:41,55  | 26.         |
| Michal Schlegel # | individuální závod mužů | nenastoupil | nenastoupil |
| Zdeněk Štybar     | individuální závod mužů | nedokončil  | nedokončil  |

Pozn.: # neúčast na Hrách kvůli pozitivnímu testu na covid-19
Ženy
| Sportovec        | Disciplína         | Čas     | Pořadí |
| ---------------- | ------------------ | ------- | ------ |
| Tereza Neumanová | silniční závod žen | 3:59:47 | 33.    |

## Golf
Ondřej Lieser se kvalifikoval na OH díky své příslušnosti mezi nejlepšími 60 jednotlivci v žebříčku. 

###### Muži
| Sportovec     | Discplína   | 1. kolo  | 2. kolo  | 3. kolo  | 4. kolo  | Celkem   | Celkem | Celkem |
| Sportovec     | Discplína   | Výsledek | Výsledek | Výsledek | Výsledek | Výsledek | Par    | Pořadí |
| ------------- | ----------- | -------- | -------- | -------- | -------- | -------- | ------ | ------ |
| Ondřej Lieser | soutěž mužů | 72       | 77       | 73       | 72       | 294      | +10    | 60.    |

Ženy
| Sportovec      | Discplína  | 1. kolo  | 2. kolo  | 3. kolo  | 4. kolo  | Celkem   | Celkem | Celkem |
| Sportovec      | Discplína  | Výsledek | Výsledek | Výsledek | Výsledek | Výsledek | Par    | Pořadí |
| -------------- | ---------- | -------- | -------- | -------- | -------- | -------- | ------ | ------ |
| Klára Spilková | soutěž žen | 69       | 70       | 71       | 69       | 279      | –5     | 23.    |

## Gymnastika

### Sportovní gymnastika
Aneta Holasová si vybojovala místo na OH díky 11. místu z 20 postupujících na MS v gymnastice 2019 ve Stuttgartu.
Muži
| Sportovec    | Disciplína | Kvalifikace | Kvalifikace | Kvalifikace | Kvalifikace | Kvalifikace | Kvalifikace | Kvalifikace | Kvalifikace | Finále      | Finále      | Finále      | Finále      | Finále      | Finále      | Finále      | Finále      |
| Sportovec    | Disciplína | Nářadí      | Nářadí      | Nářadí      | Nářadí      | Nářadí      | Nářadí      | Celkem      | Pořadí      | Nářadí      | Nářadí      | Nářadí      | Nářadí      | Nářadí      | Nářadí      | Celkem      | Pořadí      |
| Sportovec    | Disciplína | P           | Kůň         | K           | Př          | B           | H           | Celkem      | Pořadí      | P           | Kůň         | K           | Př          | B           | H           | Celkem      | Pořadí      |
| ------------ | ---------- | ----------- | ----------- | ----------- | ----------- | ----------- | ----------- | ----------- | ----------- | ----------- | ----------- | ----------- | ----------- | ----------- | ----------- | ----------- | ----------- |
| David Jessen | Víceboj    | 13,466      | 12,333      | 12,566      | 12,333      | 13,633      | 11,000      | 75,331      | 57.         | nepostoupil | nepostoupil | nepostoupil | nepostoupil | nepostoupil | nepostoupil | nepostoupil | nepostoupil |

Ženy
| Aneta Holasová | víceboj | 11,100 | 11,933 | 12,566 | 11,533 | 47,132 | 73. | nepostoupila | nepostoupila | nepostoupila | nepostoupila | nepostoupila | nepostoupila | nepostoupila | nepostoupila |

## Jachting
Na OH se kvalifikovala jedna loď díky umístěním na evropských šampionátech a kvalifikačních regatách.
| Sportovec     | Disciplína | Závod | Závod | Závod | Závod | Závod | Závod | Závod | Závod | Závod | Závod | Závod | Závod | Závod | Redukované body | Finální pořadí |
| Sportovec     | Disciplína | 1     | 2     | 3     | 4     | 5     | 6     | 7     | 8     | 9     | 10    | 11    | 12    | Med*  | Redukované body | Finální pořadí |
| ------------- | ---------- | ----- | ----- | ----- | ----- | ----- | ----- | ----- | ----- | ----- | ----- | ----- | ----- | ----- | --------------- | -------------- |
| Karel Lavický | muži RS:X  | 20    | 25    | 22    | 23    | 26    | 26    | 19    | 16    | 21    | 17    | 17    | 19    | –     | 225             | 21.            |

## Jezdectví
Česká republika si zajistila dva jezdce díky zisku prvního a pátého místa ze šesti volných, které byly nabízeny mimo skupinové a kontinentální kvalifikace, dle individuálního olympijského žebříčku mezinárodní federace FEI. Mezitím získalo Česko ještě i tým tří jezdců díky zisku volného místa, které původně patřilo Ukrajině; stalo se tak díky tomu, že ČR byla na nejvyšším dalším místě z dosud nekvalifikovaných dle žebříčku FEI na kvalifikačním kole Skupiny C (Střední a východní Evropa) v Budapešti.

### Všestranná způsobilost
| Sportovec        | Kůň           | Disciplína         | Drezura      | Drezura  | Cross country | Cross country | Cross country | Parkur       | Parkur      | Parkur      | Parkur       | Parkur      | Parkur      | Celkem       | Celkem      |
| Sportovec        | Kůň           | Disciplína         | Drezura      | Drezura  | Cross country | Cross country | Cross country | Kvalifikace  | Kvalifikace | Kvalifikace | Finále       | Finále      | Finále      | Celkem       | Celkem      |
| Sportovec        | Kůň           | Disciplína         | Trestné body | Umístění | Trestné body  | Celkem        | Umístění      | Trestné body | Celkem      | Umístění    | Trestné body | Celkem      | Umístění    | Trestné body | Umístění    |
| ---------------- | ------------- | ------------------ | ------------ | -------- | ------------- | ------------- | ------------- | ------------ | ----------- | ----------- | ------------ | ----------- | ----------- | ------------ | ----------- |
| Miloslav Příhoda | Ferreolus Lat | individuální závod | 33,80        | 35.      | 30,60         | 64,40         | 36.           | 4,00         | 68,40       | 33.         | nepostoupil  | nepostoupil | nepostoupil | nepostoupil  | nepostoupil |
| Miroslav Trunda  | Shutterflyke  | individuální závod | 46,10        | 60       | 66,00         | 112,10        | 49            | 13,60        | 101,70      | 39          | nepostoupil  | nepostoupil | nepostoupil | nepostoupil  | nepostoupil |

### Parkurové skákání
| Sportovec                                 | Kůň                                    | Závod              | Kvalifikace  | Kvalifikace | Finále       | Finále       | Finále       |
| Sportovec                                 | Kůň                                    | Závod              | Trestné body | Umístění    | Trestné body | Čas          | Umístění     |
| ----------------------------------------- | -------------------------------------- | ------------------ | ------------ | ----------- | ------------ | ------------ | ------------ |
| Anna Kellnerová                           | Catch Me If You Can                    | individuální závod | 12           | =55.        | nepostoupila | nepostoupila | nepostoupila |
| Aleš Opatrný                              | Forewer                                | individuální závod | 4            | =31.        | nepostoupil  | nepostoupil  | nepostoupil  |
| Kamil Papoušek                            | Warness                                | individuální závod | odstoupil    | odstoupil   | nepostoupil  | nepostoupil  | nepostoupil  |
| Anna Kellnerová Aleš Opatrný Ondřej Zvára | Catch Me If You Can Forewer Cento Lano | závod družstev     | 45           | 15.         | nepostoupili | nepostoupili | nepostoupili |

## Judo
Česká republika získala dvě účastnická místa na základě umístění sportovců v žebříčku olympijské kvalifikace jednotlivců Mezinárodní judistické federace. 
| Sportovec      | Disciplína   | 1. kolo                 | Osmifinále              | Čtvrtfinále              | Semifinále               | Opravy          | Finále / Zápas o 3. místo | Finále / Zápas o 3. místo |
| Sportovec      | Disciplína   | Soupeř Výsledek         | Soupeř Výsledek         | Soupeř Výsledek          | Soupeř Výsledek          | Soupeř Výsledek | Soupeř Výsledek           | Pořadí                    |
| -------------- | ------------ | ----------------------- | ----------------------- | ------------------------ | ------------------------ | --------------- | ------------------------- | ------------------------- |
| David Klammert | muži -90 kg  | Kochman (ISR) · P 00–10 | nepostoupil             | nepostoupil              | nepostoupil              | nepostoupil     | nepostoupil               | nepostoupil               |
| Lukáš Krpálek  | muži +100 kg | volný los               | Mahdžúb (EOR) · V 11–00 | Oltiboev (UZB) · V 01–00 | Harasawa (JPN) · V 01–00 | -               | Tušišvili (GEO) · V 10–00 | Zlatá olympijská medaile  |

## Kanoistika

### Rychlostní kanoistika
| Sportovec                | Disciplína      | Rozjížďky | Rozjížďky | Čtvrtfinále          | Čtvrtfinále          | Semifinále | Semifinále | Finále   | Finále                      |
| Sportovec                | Disciplína      | Čas       | Pořadí    | Čas                  | Pořadí               | Čas        | Pořadí     | Čas      | Pořadí                      |
| ------------------------ | --------------- | --------- | --------- | -------------------- | -------------------- | ---------- | ---------- | -------- | --------------------------- |
| Josef Dostál             | muži K-1 1000 m | 3:37,342  | 1. Q      | postup do semifinále | postup do semifinále | 3:25,387   | 2. FA      | 3:26,610 | 5.                          |
| Martin Fuksa             | muži C-1 1000 m | 4:01,620  | 2. Q      | postup do semifinále | postup do semifinále | 4:04,220   | 3. FA      | 3:28,927 | 5.                          |
| Josef Dostál Radek Šlouf | muži K-2 1000 m | 3:13,425  | 2. Q      | postup do semifinále | postup do semifinále | 3:18,240   | 4. FA      | 3:16,106 | Bronzová olympijská medaile |
| Martin Fuksa Petr Fuksa  | muži C-2 1000 m | 3:53,056  | 3. q      | 3:50,635             | 2. Q                 | 3:28,927   | 10. FB     | 3:31,240 | 10.                         |

Vysvětlivky: FA = kvalifikoval/i se do finále A (o medaile); FB = kvalifikoval/i se do finále B (o umístění)

### Vodní slalom
Muži
| Sportovec     | Discplína | Kvalifikace | Kvalifikace | Kvalifikace | Kvalifikace | Kvalifikace  | Kvalifikace | Semifinále | Semifinále | Finále | Finále                      |
| Sportovec     | Discplína | 1. jízda    | Pořadí      | 2. jízda    | Pořadí      | Nejlepší čas | Pořadí      | Čas        | Pořadí     | Čas    | Pořadí                      |
| ------------- | --------- | ----------- | ----------- | ----------- | ----------- | ------------ | ----------- | ---------- | ---------- | ------ | --------------------------- |
| Jiří Prskavec | muži K-1  | 92,57       | 3.          | 91,71       | 4.          | 91,71        | 4. Q        | 94,29      | 1. Q       | 91,63  | Zlatá olympijská medaile    |
| Lukáš Rohan   | muži C-1  | 103,98      | 9.          | 102,15      | 6.          | 102,15       | 8. Q        | 103,68     | 4. Q       | 101,96 | Stříbrná olympijská medaile |

Ženy
| Sportovec         | Discplína | Kvalifikace | Kvalifikace | Kvalifikace | Kvalifikace | Kvalifikace  | Kvalifikace | Semifinále | Semifinále | Finále       | Finále       |
| Sportovec         | Discplína | 1. jízda    | Pořadí      | 2. jízda    | Pořadí      | Nejlepší čas | Pořadí      | Čas        | Pořadí     | Čas          | Pořadí       |
| ----------------- | --------- | ----------- | ----------- | ----------- | ----------- | ------------ | ----------- | ---------- | ---------- | ------------ | ------------ |
| Tereza Fišerová   | ženy C-1  | 112,45      | 3.          | 109,16      | 3.          | 109,16       | 3. Q        | 113,23     | 2. Q       | 120,99       | 6.           |
| Kateřina Kudějová | ženy K-1  | 107,87      | 4.          | 106,41      | 6.          | 106,41       | 6. Q        | 116,15     | 15.        | nepostoupila | nepostoupila |

## Lukostřelba
Česká republika získala jedno místo v individuální soutěži díky 3. místu Marie Horáčkové na posledním kvalifikačním turnaji v červnu 2021.
| Sportovec       | Disciplína          | Kvalifikace  | 1. kolo                   | 2. kolo      | Osmifinále   | Čtvrtfinále  | Semifinále   | Finále       |
| Sportovec       | Disciplína          | Skóre pořadí | Soupeř skóre              | Soupeř skóre | Soupeř skóre | Soupeř skóre | Soupeř skóre | Soupeř skóre |
| --------------- | ------------------- | ------------ | ------------------------- | ------------ | ------------ | ------------ | ------------ | ------------ |
| Marie Horáčková | soutěž jednotlivkyň | 636 34.      | Nakamuraová (JPN) · P 2–6 | nepostoupila | nepostoupila | nepostoupila | nepostoupila | nepostoupila |

## Moderní pětiboj
Martin Vlach si zajistil účast na OH díky 3. místu na Mistrovství Evropy 2019 v Bathu.
| Sportovec    | Disciplína  | Šerm (kord na jeden zásah) | Šerm (kord na jeden zásah) | Šerm (kord na jeden zásah) | Šerm (kord na jeden zásah) | Plavání (200 m volný způsob) | Plavání (200 m volný způsob) | Plavání (200 m volný způsob) | Jezdectví (parkúrové skákání) | Jezdectví (parkúrové skákání) | Jezdectví (parkúrové skákání) | Kombinace: střelba/běh (10 m vzduchová puška)/(3200 m) | Kombinace: střelba/běh (10 m vzduchová puška)/(3200 m) | Kombinace: střelba/běh (10 m vzduchová puška)/(3200 m) | Celkem body | Celkové pořadí |
| Sportovec    | Disciplína  | Výsledky                   | Bonusové kolo              | Pořadí                     | Body                       | Čas                          | Pořadí                       | Body                         | Trestné sekundy               | Pořadí                        | Body                          | Čas                                                    | Pořadí                                                 | Body                                                   | Celkem body | Celkové pořadí |
| ------------ | ----------- | -------------------------- | -------------------------- | -------------------------- | -------------------------- | ---------------------------- | ---------------------------- | ---------------------------- | ----------------------------- | ----------------------------- | ----------------------------- | ------------------------------------------------------ | ------------------------------------------------------ | ------------------------------------------------------ | ----------- | -------------- |
| Jan Kuf      | soutěž mužů | 23:12                      | 0                          | 6                          | 238                        | 2:02,32                      | 7                            | 306                          | 6                             | 3                             | 294                           | 11:23,76                                               | 8                                                      | 617                                                    | 1455        | 8              |
| Martin Vlach | soutěž mužů | 16:19                      | 0                          | 22                         | 196                        | 2:07,19                      | 27                           | 296                          | 0                             | 19                            | 300                           | 10:30,13                                               | 5                                                      | 670                                                    | 1462        | 5              |

## Plavání
Muži
| Sportovec     | Disciplína          | Rozplavba | Rozplavba | Semifinále  | Semifinále  | Finále      | Finále      |
| Sportovec     | Disciplína          | Čas       | Pořadí    | Čas         | Pořadí      | Čas         | Pořadí      |
| ------------- | ------------------- | --------- | --------- | ----------- | ----------- | ----------- | ----------- |
| Jan Čejka     | 100 m znak          | 54,69     | 30.       | nepostoupil | nepostoupil | nepostoupil | nepostoupil |
| Jan Čejka     | 200 m znak          | 1:58,02   | 18.       | nepostoupil | nepostoupil | nepostoupil | nepostoupil |
| Jan Micka     | 800 m volný styl    | 7:59,04   | 28.       | nekoná se   | nekoná se   | nepostoupil | nepostoupil |
| Jan Micka     | 1500 m volný styl   | 15:17,71  | 23.       | nekoná se   | nekoná se   | nepostoupil | nepostoupil |
| Matěj Kozubek | 10 km volným stylem | nekoná se | nekoná se | nekoná se   | nekoná se   | 2:01:52,1   | 24.         |
| Jan Šefl      | 100 m motýlek       | 52,52     | 37.       | nepostoupil | nepostoupil | nepostoupil | nepostoupil |

Ženy
| Sportovec                                                         | Disciplína            | Rozplavba | Rozplavba | Semifinále   | Semifinále   | Finále       | Finále       |
| Sportovec                                                         | Disciplína            | Čas       | Pořadí    | Čas          | Pořadí       | Čas          | Pořadí       |
| ----------------------------------------------------------------- | --------------------- | --------- | --------- | ------------ | ------------ | ------------ | ------------ |
| Anika Apostalon Barbora Janíčková Simona Kubová Barbora Seemanová | 4×100 m volným stylem | 3:42,40   | 14.       | nekoná se    | nekoná se    | nepostoupily | nepostoupily |
| Kristýna Horská                                                   | 200 m polohový závod  | 2:12,21   | 16. Q     | 2:12,85      | 16.          | nepostoupila | nepostoupila |
| Kristýna Horská                                                   | 200 m prsa            | 2:25,03   | 19.       | nepostoupila | nepostoupila | nepostoupila | nepostoupila |
| Simona Kubová                                                     | 100 m znak            | 1:01,35   | 27.       | nepostoupila | nepostoupila | nepostoupila | nepostoupila |
| Simona Kubová                                                     | 200 m znak            | 2:15,81   | 25.       | nepostoupila | nepostoupila | nepostoupila | nepostoupila |
| Barbora Seemanová                                                 | 50 m volným stylem    | 24,92     | 21.       | nepostoupila | nepostoupila | nepostoupila | nepostoupila |
| Barbora Seemanová                                                 | 100 m volným stylem   | 53,98     | 21.       | nepostoupila | nepostoupila | nepostoupila | nepostoupila |
| Barbora Seemanová                                                 | 200 m volným stylem   | 1:56,38   | 7. Q      | 1:56,14      | 5. Q         | 1:55,45      | 6.           |

## Sportovní lezení
Sportovní lezec Adam Ondra si zajistil místo svou účastí ve finále na posledním kvalifikačním závodu pro OH v Toulouse.
| Sportovec  | Disciplína | Kvalifikace | Kvalifikace | Kvalifikace | Kvalifikace | Kvalifikace | Kvalifikace | Kvalifikace | Kvalifikace | Finále   | Finále   | Finále     | Finále     | Finále    | Finále    | Celkem | Celkem |
| Sportovec  | Disciplína | Rychlost    | Rychlost    | Bouldering  | Bouldering  | Obtížnost   | Obtížnost   | Celkem      | Celkem      | Rychlost | Rychlost | Bouldering | Bouldering | Obtížnost | Obtížnost | Body   | Pořadí |
| Sportovec  | Disciplína | Čas         | Pořadí      | Body        | Pořadí      | Body        | Pořadí      | Body        | Pořadí      | Čas      | Pořadí   | Body       | Pořadí     | Body      | Pořadí    | Body   | Pořadí |
| ---------- | ---------- | ----------- | ----------- | ----------- | ----------- | ----------- | ----------- | ----------- | ----------- | -------- | -------- | ---------- | ---------- | --------- | --------- | ------ | ------ |
| Adam Ondra | kombinace  | 7.46        | 18          | 2T7 3Z11    | 3           | 39+         | 4           | 216         | 5./20       | 6.86     | 4        | 1T2 1Z2    | 6          | 42+       | 2         | 48     | 6./8   |

- rychlost: nejlepší časy v kolech; bouldering: počty topů a pokusů, počty zón a pokusů; obtížnost: nejvyšší dosažený chyt[26][27]

## Sportovní střelba
Místa pro Českou republiku si střelci zajistili díky svým umístěním na Mistrovství světa 2018, pořadím ve Světovém poháru 2019, Mistrovství Evropy 2019 a kvalifikačních soutěžích a ziskem většího než minimálního počtu kvalifikačních bodů k 31. květnu 2021.
Muži
| Sportovec        | Disciplína           | Kvalifikace | Kvalifikace | Finále      | Finále                      |
| Sportovec        | Disciplína           | Body        | Pořadí      | Body        | Pořadí                      |
| ---------------- | -------------------- | ----------- | ----------- | ----------- | --------------------------- |
| David Hrčkulák   | 10 m vzduchová puška | 625,7       | 19.         | nepostoupil | nepostoupil                 |
| David Kostelecký | trap                 | 123         | 4. Q        | 43+6        | Stříbrná olympijská medaile |
| Jiří Lipták      | trap                 | 124         | 1. Q        | 43+7        | Zlatá olympijská medaile    |
| Petr Nymburský   | 50 m malorážka       | 1169        | 17.         | nepostoupil | nepostoupil                 |
| Jiří Přívratský  | 10 m vzduchová puška | 626,8       | 14.         | nepostoupil | nepostoupil                 |
| Jiří Přívratský  | 50m malorážka        | 1169        | 17.         | nepostoupil | nepostoupil                 |
| Jakub Tomeček    | skeet                | 122+19      | 7.          | nepostoupil | nepostoupil                 |

Ženy
| Sportovec        | Disciplína     | Kvalifikace | Kvalifikace | Finále       | Finále       |
| Sportovec        | Disciplína     | Body        | Pořadí      | Body         | Pořadí       |
| ---------------- | -------------- | ----------- | ----------- | ------------ | ------------ |
| Nikola Šarounová | 50 m malorážka | 618,4       | 41.         | nepostoupila | nepostoupila |
| Barbora Šumová   | skeet          | 118         | 14.         | nepostoupila | nepostoupila |

Mix
| Sportovec                       | Disciplína           | Kvalifikace | Kvalifikace | Finále       | Finále       |
| Sportovec                       | Disciplína           | Body        | Pořadí      | Body         | Pořadí       |
| ------------------------------- | -------------------- | ----------- | ----------- | ------------ | ------------ |
| David Hrčkulák Nikola Šarounová | 10 m vzduchová puška | 620,6       | 25.         | nepostoupili | nepostoupili |

## Stolní tenis
Muži
| Sportovec        | Disciplína         | Kvalifikace     | 1. kolo                   | 2. kolo                    | 3. kolo         | Osmifinále      | Čtvrtfinále     | Semifinále      | Finále / Zápas o 3. místo | Finále / Zápas o 3. místo |
| Sportovec        | Disciplína         | Soupeř Výsledek | Soupeř Výsledek           | Soupeř Výsledek            | Soupeř Výsledek | Soupeř Výsledek | Soupeř Výsledek | Soupeř Výsledek | Soupeř Výsledek           | Pořadí                    |
| ---------------- | ------------------ | --------------- | ------------------------- | -------------------------- | --------------- | --------------- | --------------- | --------------- | ------------------------- | ------------------------- |
| Lubomír Jančařík | jednotlivci – muži | volný los       | Al-Chadráví (KSA) · V 4–0 | Gerassimenko (KAZ) · P 3–4 | nepostoupil     | nepostoupil     | nepostoupil     | nepostoupil     | nepostoupil               | nepostoupil               |
| Pavel Širuček #  | jednotlivci – muži | volný los       | Powell (AUS) · P 0–0      | nepostoupil                | nepostoupil     | nepostoupil     | nepostoupil     | nepostoupil     | nepostoupil               | nepostoupil               |

Pozn.: # neúčast na Hrách kvůli pozitivnímu testu na covid-19
Ženy
| Sportovec     | Disciplína         | Kvalifikace     | 1. kolo         | 2. kolo                   | 3. kolo         | Osmifinále      | Čtvrtfinále     | Semifinále      | Finále / Zápas o 3. místo | Finále / Zápas o 3. místo |
| Sportovec     | Disciplína         | Soupeř Výsledek | Soupeř Výsledek | Soupeř Výsledek           | Soupeř Výsledek | Soupeř Výsledek | Soupeř Výsledek | Soupeř Výsledek | Soupeř Výsledek           | Pořadí                    |
| ------------- | ------------------ | --------------- | --------------- | ------------------------- | --------------- | --------------- | --------------- | --------------- | ------------------------- | ------------------------- |
| Hana Matelová | jednotlivci – ženy | volný los       | volný los       | Paranangová (THA) · P 2–4 | nepostoupila    | nepostoupila    | nepostoupila    | nepostoupila    | nepostoupila              | nepostoupila              |

## Šerm
Česká republika si zajistila dvě účastnická místa díky vítězstvím Alexandra Choupenitche a Jakuba Jurky ve svých kategoriích na evropském zónovém kvalifikačním turnaji.
| Sportovec             | Disciplína  | 1. kolo         | 2. kolo                  | Osmifinále              | Čtvrtfinále          | Semifinále             | Finále / Zápas o 3. místo | Finále / Zápas o 3. místo   |
| Sportovec             | Disciplína  | Soupeř Výsledek | Soupeř Výsledek          | Soupeř Výsledek         | Soupeř Výsledek      | Soupeř Výsledek        | Soupeř Výsledek           | Pořadí                      |
| --------------------- | ----------- | --------------- | ------------------------ | ----------------------- | -------------------- | ---------------------- | ------------------------- | --------------------------- |
| Alexander Choupenitch | muži fleret | volný los       | Llavador (ESP) · V 15–11 | Joppich (GER) · V 15–13 | Hamza (EGY) · V 15–9 | Cheung (HKG) · P 10–15 | Šikine (JPN) · V 15–8     | Bronzová olympijská medaile |
| Jakub Jurka           | muži kord   | volný los       | Minobe (JPN) · P 14–15   | nepostoupil             | nepostoupil          | nepostoupil            | nepostoupil               | nepostoupil                 |

## Tenis
Muži
Původně se měl zúčastnit Jiří Veselý, ten však účast vzdal. Díky uvolněním míst byla však na pozvána i česká dvojka Tomáš Macháč. 
| Sportovec    | Disciplína   | 1. kolo                            | 2. kolo                        | Osmifinále      | Čtvrtfinále     | Semifinále      | Finále / Zápas o 3. místo | Finále / Zápas o 3. místo |
| Sportovec    | Disciplína   | Soupeř Výsledek                    | Soupeř Výsledek                | Soupeř Výsledek | Soupeř Výsledek | Soupeř Výsledek | Soupeř Výsledek           | Pořadí                    |
| ------------ | ------------ | ---------------------------------- | ------------------------------ | --------------- | --------------- | --------------- | ------------------------- | ------------------------- |
| Tomáš Macháč | dvouhra mužů | Sousa (POR) · V 6–7(5–7), 6–4, 6–4 | Schwartzman (ARG) · P 4–6, 5–7 | nepostoupil     | nepostoupil     | nepostoupil     | nepostoupil               | nepostoupil               |

Ženy
| Sportovec                             | Disciplína  | 1. kolo                            | 2. kolo                                                 | Osmifinále                        | Čtvrtfinále                                    | Semifinále                                         | Finále / Zápas o 3. místo                 | Finále / Zápas o 3. místo   |
| Sportovec                             | Disciplína  | Soupeř Výsledek                    | Soupeř Výsledek                                         | Soupeř Výsledek                   | Soupeř Výsledek                                | Soupeř Výsledek                                    | Soupeř Výsledek                           | Pořadí                      |
| ------------------------------------- | ----------- | ---------------------------------- | ------------------------------------------------------- | --------------------------------- | ---------------------------------------------- | -------------------------------------------------- | ----------------------------------------- | --------------------------- |
| Barbora Krejčíková                    | dvouhra žen | Dijasová (KAZ) · V 5–2skreč        | Fernandezová (CAN) · V 6–2, 6–4                         | Bencicová (SUI) · P 6–1, 2–6, 3–6 | nepostoupila                                   | nepostoupila                                       | nepostoupila                              | nepostoupila                |
| Petra Kvitová                         | dvouhra žen | Paoliniová (ITA) · V 6–4, 6–3      | Van Uytvancková (BEL) · P 7–5, 3–6, 0–6                 | nepostoupila                      | nepostoupila                                   | nepostoupila                                       | nepostoupila                              | nepostoupila                |
| Karolína Plíšková                     | dvouhra žen | Cornetová (FRA) · V 6–1, 6–3       | Suárezová Navarrová (ESP) · V 6–3, 6–7(0–7), 6–1        | Giorgiová (ITA) · P 4–6, 3–6      | nepostoupila                                   | nepostoupila                                       | nepostoupila                              | nepostoupila                |
| Markéta Vondroušová                   | dvouhra žen | Bertensová (NED) · V 6–4, 3–6, 6–4 | Buzărnescuová (ROM) · V 6–1, 6–2                        | Ósakaová (JPN) · V 6–1, 6–4       | Badosová (ESP) · V 6–3, 0–0skreč               | Svitolinová (UKR) · V 6–3, 6–1                     | Bencicová (SUI) · P 5–7, 6–2, 3–6         | Stříbrná olympijská medaile |
| Barbora Krejčíková Kateřina Siniaková | čtyřhra žen | Sie / Su (TPE) · V 6–2, 6–1        | Badosová / Sorribesová Tormová (ESP) · V 6–2, 5–7, 10–5 | —                                 | Bartyová / Sandersová (AUS) · V 3–6, 6–4, 10–7 | Kuděrmetovová / Vesninová (ROC) · V 6–3, 3–6, 10–6 | Bencicová / Golubicová (SUI) · V 7–5, 6–1 | Zlatá olympijská medaile    |
| Karolína Plíšková Markéta Vondroušová | čtyřhra žen | Tuan / Čeng (CHN) · V 6–2, 6–1     | Pigossiová / Stefaniová (BRA) · P 6–2, 4–6, 11–13       | nepostoupily                      | nepostoupily                                   | nepostoupily                                       | nepostoupily                              | nepostoupily                |

Vysvětlivky: V=Výhra, P=Prohra

## Triatlon
| Sportovec        | Disciplína | Plavání (1,5 km) | Mezičas 1 | Kolo (40 km)                  | Mezičas 2                     | Běh (10 km)                   | Celkový čas                   | Pořadí                        |
| ---------------- | ---------- | ---------------- | --------- | ----------------------------- | ----------------------------- | ----------------------------- | ----------------------------- | ----------------------------- |
| Vendula Frintová | závod žen  | 20:16            | 0:44      | předjeta o kolo – nedokončila | předjeta o kolo – nedokončila | předjeta o kolo – nedokončila | předjeta o kolo – nedokončila | předjeta o kolo – nedokončila |
| Petra Kuříková   | závod žen  | 19:55            | 0:42      | 1:06:26                       | 0:35                          | 36:32                         | 2:04:10                       | 30.                           |

## Veslování
Muži
| Sportovec                         | Disciplína           | Rozjížďky | Rozjížďky | Opravy  | Opravy | Čtvrtfinále | Čtvrtfinále | Semifinále   | Semifinále   | Finále       | Finále       |
| Sportovec                         | Disciplína           | Čas       | Pořadí    | Čas     | Pořadí | Čas         | Pořadí      | Čas          | Pořadí       | Čas          | Pořadí       |
| --------------------------------- | -------------------- | --------- | --------- | ------- | ------ | ----------- | ----------- | ------------ | ------------ | ------------ | ------------ |
| Jan Fleissner                     | skif                 | 7:16,56   | 4. Op     | 7:29,90 | 1. QF  | 7:37,01     | 5. SC/D     | 6:59,61      | 3. FC        | 7:02,93      | 16.          |
| Jan Cincibuch Jakub Podrazil      | dvojskif             | 6:41,75   | 5. Op     | 6:32,86 | 4.     | nekoná se   | nekoná se   | nepostoupili | nepostoupili | nepostoupili | nepostoupili |
| Miroslav Vraštil ml. Jiří Šimánek | dvojskif lehkých vah | 6:28,10   | 2. SA/B   | –       | –      | nekoná se   | nekoná se   | 6:11,88      | 3. FA        | 6:16,42      | 4.           |

Ženy
| Sportovec                            | Disciplína | Rozjížďky | Rozjížďky | Opravy  | Opravy  | Čtvrtfinále | Čtvrtfinále | Semifinále | Semifinále | Finále  | Finále |
| Sportovec                            | Disciplína | Čas       | Pořadí    | Čas     | Pořadí  | Čas         | Pořadí      | Čas        | Pořadí     | Čas     | Pořadí |
| ------------------------------------ | ---------- | --------- | --------- | ------- | ------- | ----------- | ----------- | ---------- | ---------- | ------- | ------ |
| Lenka Antošová Kristýna Fleissnerová | dvojskif   | 7:05,56   | 5. Op     | 7:16,96 | 3. SA/B | nekoná se   | nekoná se   | 7:24,55    | 5. FB      | 6:59,19 | 10.    |

Vysvětlivky: FA=Finále A (o medaile); FB=Finále B (o umístění); FC=Finále C (o umístění); FD=Finále D (o umístění); FE=Finále E (o umístění); FF=Final F (o umístění); SA/B=Semifinále A/B; SC/D=Semifinále C/D; SE/F=Semifinále E/F; QF=Čtvrtfinále; Op=Opravy

## Volejbal

### Plážový volejbal
Muži
| Sportovec                      | Disciplína  | Základní skupina                    | Základní skupina                              | Základní skupina                                        | Pořadí | Osmifinále      | Čtvrtfinále     | Semifinále      | Finále / Zápas o 3. místo | Finále / Zápas o 3. místo |
| Sportovec                      | Disciplína  | Soupeř Výsledek                     | Soupeř Výsledek                               | Soupeř Výsledek                                         | Pořadí | Soupeř Výsledek | Soupeř Výsledek | Soupeř Výsledek | Soupeř Výsledek           | Pořadí                    |
| ------------------------------ | ----------- | ----------------------------------- | --------------------------------------------- | ------------------------------------------------------- | ------ | --------------- | --------------- | --------------- | ------------------------- | ------------------------- |
| Ondřej Perušič David Schweiner | soutěž mužů | Pļaviņš / Točs (LAT) · P 0–21, 0–21 | Gaxiola / Rubio (MEX) · V 17–21, 21–16, 16–14 | Krasilnikov / Stojanovskij (ROC) · P 21–19, 13–21, 8–15 | 4.     | nepostoupili    | nepostoupili    | nepostoupili    | nepostoupili              | nepostoupili              |

Ženy
| Sportovec                             | Disciplína | Základní skupina                           | Základní skupina                               | Základní skupina                           | Pořadí | Osmifinále      | Čtvrtfinále     | Semifinále      | Finále / Zápas o 3. místo | Finále / Zápas o 3. místo |
| Sportovec                             | Disciplína | Soupeř Výsledek                            | Soupeř Výsledek                                | Soupeř Výsledek                            | Pořadí | Soupeř Výsledek | Soupeř Výsledek | Soupeř Výsledek | Soupeř Výsledek           | Pořadí                    |
| ------------------------------------- | ---------- | ------------------------------------------ | ---------------------------------------------- | ------------------------------------------ | ------ | --------------- | --------------- | --------------- | ------------------------- | ------------------------- |
| Barbora Hermannová # Markéta Nausch # | soutěž žen | Išiiová / Murakamiová (JPN) · P 0–21, 0–21 | Betschartová / Hüberliová (SUI) · P 0–21, 0–21 | Kozuchová / Ludwigová (GER) · P 0–21, 0–21 | 4.     | nepostoupily    | nepostoupily    | nepostoupily    | nepostoupily              | nepostoupily              |

Vysvětlivky: V=Výhra, P=Prohra
Pozn.: # neúčast na Hrách kvůli pozitivnímu testu na covid-19

## Vzpírání
| Sportovec  | Disciplína   | Trh      | Trh    | Nadhoz   | Nadhoz | Součet | Pořadí |
| Sportovec  | Disciplína   | Výsledek | Pořadí | Výsledek | Pořadí | Součet | Pořadí |
| ---------- | ------------ | -------- | ------ | -------- | ------ | ------ | ------ |
| Jiří Orság | muži +109 kg | 180      |        | –        | –      | –      | DQ     |

## Zápas
Muži – řecko-římský styl
| Sportovec    | Disciplína  | Osmifinále        | Čtvrtfinále     | Semifinále      | Oprava 1        | Oprava 2        | Finále / Zápas o 3. místo | Finále / Zápas o 3. místo |
| Sportovec    | Disciplína  | Soupeř Výsledek   | Soupeř Výsledek | Soupeř Výsledek | Soupeř Výsledek | Soupeř Výsledek | Soupeř Výsledek           | Pořadí                    |
| ------------ | ----------- | ----------------- | --------------- | --------------- | --------------- | --------------- | ------------------------- | ------------------------- |
| Artur Omarov | muži −97 kg | Szőke (HUN) · 1:3 | nepostoupil     | nepostoupil     | nepostoupil     | nepostoupil     | nepostoupil               | 11.                       |